# David Walliams
David Edward Walliams, OBE (* 20. srpna 1971), známý jako David Walliams je anglický komik, herec, spisovatel, televizní osobnost a aktivista.
K dnešnímu dni se prodalo více než 12,5 milionů kopií a jeho knihy byly přeloženy do 46 jazyků.
Byl popisován jako „nejrychleji rostoucí dětský autor ve Spojeném království“. Jeho literární styl byl srovnáván s Roaldem Dahlem.
Z jeho herecké kariéry je nejznámější seriál Malá Velká Británie. Od roku 2012 do roku 2022 působil také jako porotce v talentové show Britain's Got Talent.

## Život a kariéra
David Walliams se narodil 20. srpna 1971 v Mertonu v Londýně. Spolu s o dva roky starší sestrou Julií a s rodiči Peterem (inženýrem při Londýnské dopravní společnosti) a Kathleen (školní laborantkou) prožil dětství blízko Londýna v Bansteadu, Surrey. Po základní škole a gymnáziu vystudoval herectví na Univerzitě v Bristolu. (Během svých studentských let příležitostně hrál v Národním divadle mládeže, National Youth Theatre; také pobíral zkušenosti během vystoupení v rámci každoročního Fringe festivalu pro mladé umělce).
Později se začal věnovat televizi, mmj. spolupracuje s britskou televizí BBC.
V od roku 2001 ve verzi pro radio a poté i pro televizi v letech 2003 - 2005 spolupracoval spolu s Mattem Lucasem na pořadu Little Britain (Malá Velká Británie) na BBC one, který oba komiky proslavil.
Také si zahrál například v pořadech Rather You Than Me na BBC four či EastEnders. V roce 2012 v šesté sérii seriálu Pán času (Doctor Who).
Během roku 2006 přeplaval kanál La Manche, dlouhý 35 km, v čase 10 hodin a 34 minut.
Roku 2008 přeplaval spolu s Jamesem Cracknellem Gibraltarskou úžinu ze Španělska do Maroka. 
V roce 2011 (opět v rámci charitativní každoroční akce Sport Relief) během 8 dnů uplaval celou délku Temže (140 mil, 225 km).
Tyto Walliamsovy sportovní výzvy přiměly britskou veřejnost přispět celkem několik milionů liber na charitu s působením v UK, Africe a Indii.
Další sportovní výkony v současné době neplánuje. Během plavání Temže onemocněl horečnatým onemocněním doprovázeným průjmy a zvracením způsobeným parasitem znečištěných vod giardasou a několik let se léčil s komplikacemi rozdrceného meziobratlového disku.
V roce 2012 se stal porotcem v show Britain's Got Talent.
V roce 2012 také vydal svoji autobiografii Camp David, která popisuje jeho život až do roku 2003, kdy se díky úspěchu Little Britain stal celebritou.
David Walliams se mnohokrát v této autobiografii a v televizních rozhovorech a podcastech otevřeně vyjadřoval o depresích (v rámci bipolární poruchy), jimiž v některých obdobích svého života trpěl a nabádá, aby podobně trpící lidé vyhledali odbornou pomoc.
Také se několikrát vyjádřil k zájmu veřejnosti o to, jaké je přesně sexuální orientace. Spekulace (které často podporuje svým specifickým humorným způsobem vystupování a interakce a narážkami na sexualitu svoji i kolegů bavičů) o jeho atrakci ke stejnému pohlaví nikdy oficiálně nevyvrátil ani nepotvrdil. Prohlásil však, že nemá rád umisťování nálepek na lidi a že vnímá lásku jako více než jen zájem o tělo druhého a doplnil: „Zamilujete se přece do něčího srdce a duše a mozku.“ Zároveň v roce 2017 řekl, že by zcela nevyloučil možnost vztahu s mužem. V roce 2008 vysvětlil v interview Desert Island Discs, že byl od dětství poněkud zženštilé dítě a že často přemýšlí, zdali není gay. Zároveň dodal „ale potom si pomyslím, ne, nemohu být gay, miluji ženy, miluji ženská těla a vše, jsou okouzlující, omamné.“
V 90. letech jeho partnerkou byla komička Caroline Aherne.
V roce 2013 mu ex-manželka modelka Lara Stone (2010-2015) porodila syna Alfreda.
(Rodiče se rozhodli uchránit syna od publicity, nezveřejňují žádné soukromé informace ani synovu podobu.)
David Walliams je veliký fanoušek Jamese Bonda (např. natočil dokument James Bond and Me).
Zahrál si v mnoha filmech a zazářil také na divadelní scéně. Znám je pro své scenáristické a režisérské práce. Na mnoha projektech spolupracoval se svým přítelem Mattem Lucasem, se kterým tvoří duo.
Walliamsova bibliografická kariéra započala v roce 2008, kdy podepsal smlouvu s nakladatelstvím HarperCollins o vydání knihy Kluk v sukních, která se ihned po vydání stala světovým bestsellerem.
Mezi další knihy patří například Babička Drsňačka, Pan Smraďoch, Bestie z Buckinghamského paláce, Půlnoční gang, Sliz, Krysburger, Dědečkův velký útěk a trojdílné série Nejhorší děti světa a Nejhorší učitelé světa.
Z některých jeho knih pro děti byly vytvořeny muzikály. K nejnovějšímu muzikálu Kluk v sukních (2019), který je zpracováním Walliamsovy první knihy, napsal hudbu zpěvák Robbie Williams.
Další zpracování uvedla Royal Shakespearean Company ve Stratfordu nad Avonou (2019).
Několik jeho knih bylo zfilmováno jako televizní filmy.
Také pravidelně vydává obrázkové knížky pro malé děti.
Ilustrace jeho knih tvoří Sir Quentin Blake a Tony Ross.
Obvykle je Walliams popisován jako nástupce či pokračovatel ve stylu Roalda Dahla (např. Karlík a továrna na čokoládu), který je mu prý vskutku hlavní inspirací.
Walliams také spolupracuje na charitativních projektech na podporu dětí mmj. s UNICEF.